# Willibald Faber
Willibald Hugo Faber (* 29. Mai 1873 in Finsterwalde; † 12. Februar 1946 in Königstein im Taunus) war ein deutscher Offizier und Politiker (NSDAP).

## Leben
Faber war der Sohn von Dr. phil. Ferdinand Karl Faber aus Swinemünde und dessen Ehefrau Rosalie Emilie geborene Züge. Er heiratete in Königsberg Anna Luise Kempte (* 21. April 1887).
Faber trat zum 1. September 1930 in die NSDAP ein (Mitgliedsnummer 293.555) und war auch bis März 1932 Mitglied der SS. Er war nach der Machtergreifung 1933 kurzzeitig für den Wahlkreis Stadtkreis Frankfurt Abgeordneter im Nassauischen Kommunallandtag und im Provinziallandtag der Provinz Hessen-Nassau. Im Kommunallandtag war er Mitglied des Landesausschusses und des Verwaltungsrats der Nassauischen Landesversicherungsbank.
Von 1932 bis 1938 arbeitete er in der Verwaltung beim Reichsarbeitsdienst und war 1938–1940 Angestellter der Industrie- und Handelskammer Frankfurt am Main. Von 1940 bis 1945 war er Soldat im Zweiten Weltkrieg und schied als Oberstleutnant aus dem Militär aus.